# Diözese Wiener Neustadt

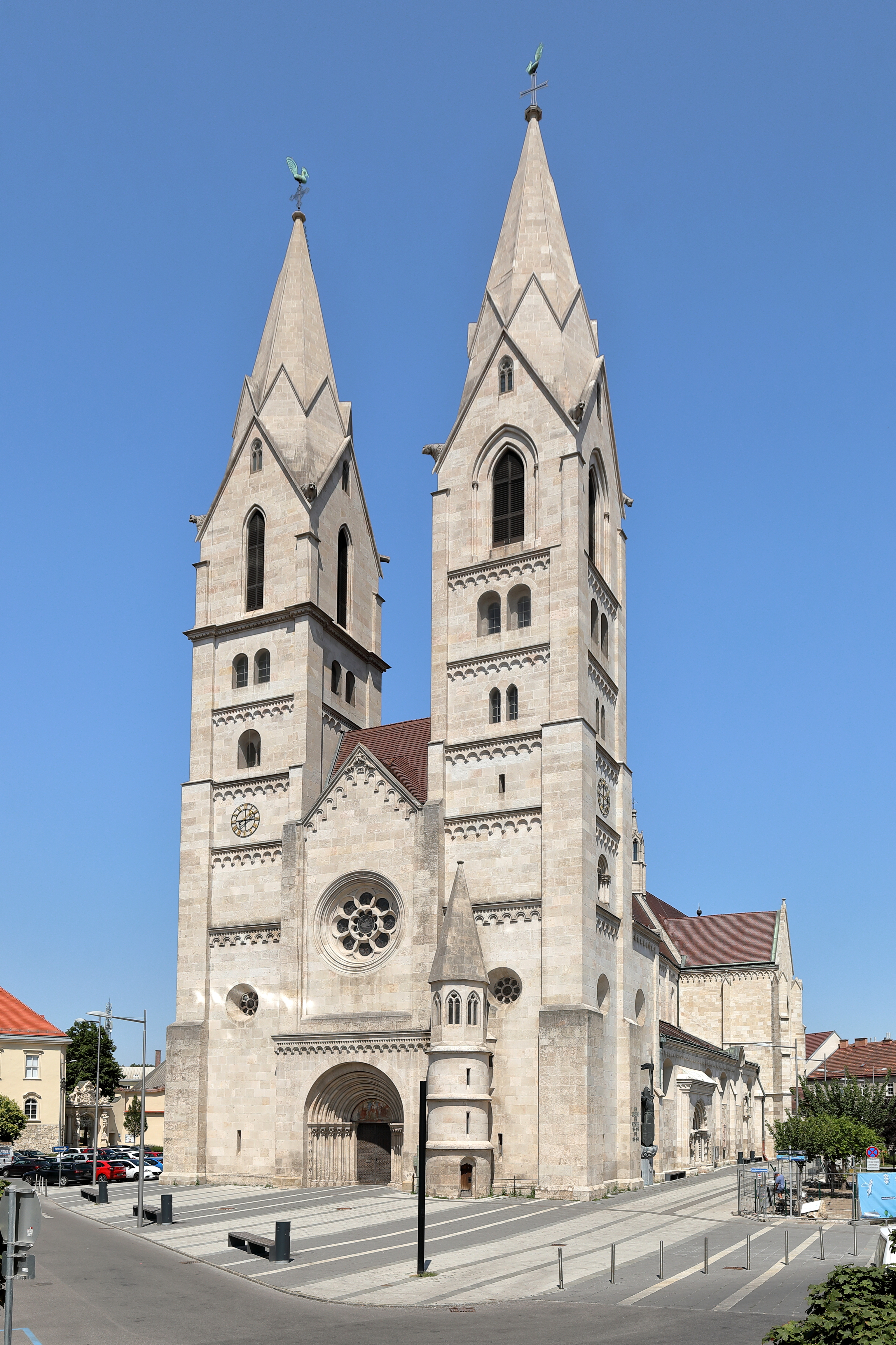
Dom von Wiener Neustadt (ehemalige Bischofskirche)

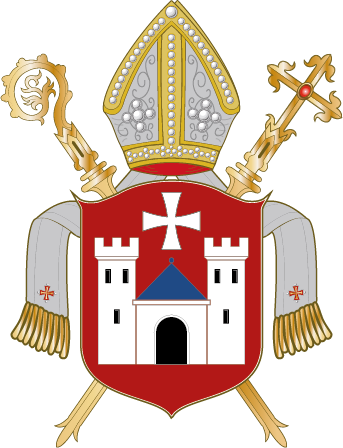
Wappen des Bistums Wiener Neustadt

Die Diözese Wiener Neustadt (lateinisch Dioecesis Neostadiensis) war eine römisch-katholische Diözese mit Sitz in Wiener Neustadt und gehörte zuletzt zur Kirchenprovinz Wien.

## Geschichte
Ihren Ursprung hatte die Diözese Wiener Neustadt im Romzug Kaiser Friedrichs III., der 1468/69 ein Bistum in seiner Residenzstadt Wiener Neustadt errichtete, das 1469 von Papst Paul II. aus dem Erzbistum Salzburg herausgetrennt wurde und lediglich auf die Stadt Wiener Neustadt beschränkt blieb. Dem Kaiser und seinen Nachfolgern als Herzöge der Steiermark überließ der Papst zugleich das Nominationsrecht des Bischofs. Die Pfarrkirche Liebfrauen wurde zur Kathedrale des Bistums. Schon bald stellte sich die unzureichende Dotation des Bistums heraus, und der Kaiser versuchte, es mit dem St.-Georgs-Ritterorden zu vereinigen. Von diesem konnte es sich erst 1534 wieder lösen.
Von der Reformation ergriffen, wurde das Bistum, das rekatholisiert werden sollte, seit 1548 vornehmlich mit den Hofpredigern als Bischöfen besetzt. Nach der Erhebung des Bistums Wien zum Erzbistum wurde das bis dahin exemte Bistum dem Wiener Metropolitanverband einverleibt. Hierbei erhielt es eine weitere Pfarrei zugewiesen.
Kaiserin Maria Theresia schuf im Jahre 1773 das Amt eines Militärbischofs. Dieses sollte stets dem Bischof von Wiener Neustadt übertragen werden, da dessen Residenz nahe bei Wien lag und er zudem durch sein kleines Bistum nicht sehr in Anspruch genommen wurde.
1785 wurde das Bistum im Rahmen des Josephinismus noch einmal vergrößert und sollte seinen Sitz nach Sankt Pölten verlegen. Doch dazu kam es faktisch nicht mehr, da es 1785 aufgehoben und sein Diözesangebiet an das Erzbistum Wien gegeben wurde.
Dem Bischof von Wiener Neustadt war 1773 die geistliche Jurisdiktion über die kaiserliche Armee in Kriegs- und Friedenszeiten übertragen worden. An diese Tradition anknüpfend waren die Militärbischöfe Alfred Kostelecky und Christian Werner Inhaber des Titularbistums. Die Bischofskirche des Militärbischofs ist die St.-Georgs-Kathedrale in der Wiener Neustädter Burg (Theresianische Militärakademie), die Titelkirche des Titularbistums weiterhin der Dom von Wiener Neustadt.